# Quy Nhơn
Quy Nhơn è una città vietnamita, capoluogo della provincia di Binh Dinh, situata nella regione di Nam Trung Bo, nel centro del Paese.

## Storia
Anche se è stata fondata ufficialmente sul finire del XVIII secolo, le origini di Quy Nhơn risalgono fino all'XI secolo durante la cultura Champa. La città era nota per il suo porto e nel XV secolo era la prima meta delle flotte del tesoro Ming guidate dall'ammiraglio Zheng He. Negli anni attorno al 1620 la città ospitò dei missionari gesuiti portoghesi, che la nominarono Pulo Cambi. La storia della città è anche legata a quella della Dinastia Tây Sơn, originaria della zona, che giunse sul trono vietnamita sul finire del XVIII secolo.
Nel 1861 la città fu oggetto di un attacco da parte degli Stati Uniti, avvenuto durante la conquista francese e spagnola del Vietnam meridionale.